# Thoiry (Ain)
Thoiry – miejscowość i gmina we Francji, w regionie Owernia-Rodan-Alpy, w departamencie Ain.

## Demografia
Według danych na styczeń 2012 roku gminę zamieszkiwało 5905 osób, a gęstość zaludnienia wynosiła 204,1 osób/km².